# Cynoglossus gilchristi
Cynoglossus gilchristi és un peix teleosti de la família dels cinoglòssids i de l'ordre dels pleuronectiformes que es troba a les costes que van des de Moçambic fins a KwaZulu-Natal i, també, a Madagascar.